# 瓦莱特
瓦莱特（法語：Vallet，法語發音：[valɛt]），法国西部城市，卢瓦尔河地区大区大西洋卢瓦尔省的一个市镇，隶属于南特区，其市镇面积为58.96平方公里，2022年1月1日时人口数量为9,524人，在法国城市中排名第1,099位。
瓦莱特位于大西洋卢瓦尔省东南部，其东南侧与曼恩-卢瓦尔省接壤，是一个区域性的中心城市，多条公路在此交汇。

## 地名来源
“Vallet”一名的来源及含义均尚有待考证。
瓦莱特所处区域历史上曾通行布列塔尼语，“Vallet”对应的布列塔尼语拼写可能为“Gwaled”。
此外，因翻译标准不同，“Vallet”在部分汉语资料中又被译为瓦莱。

## 历史
瓦莱特的早期历史尚不清楚。根据法国国家预防性考古研究所一篇文章的论述，瓦莱特境内的考古遗址证明该区域在青铜时期就已形成聚落。高卢时期，瓦莱特曾成为一个重要据点。中世纪时，瓦莱特长期为南特地区的一部分，南特圣十字修道院的教士于1160年在瓦莱特修建了一座小教堂。吕卡（Lucas de Vallet）可能是瓦莱特历史上首位有记载的领主，他的家族可能在此建有一座军事城堡。1272年，瓦莱特被设立为一个堂区，此后瓦莱特逐渐成为这一地区的宗教中心，当地在中世纪末出现了疗养院、祈祷院等建筑。法国大革命后，瓦莱特成为下卢瓦尔省（1957年更名为“大西洋卢瓦尔省”）的一个市镇，并自1793年起成为该省的一个县治。旺代战争期间，瓦莱特附近曾发生激烈交战。1863年，瓦莱特东部的拉勒格里皮耶尔被划出成为独立市镇。瓦莱特镇中心的圣母教堂于1875年建成。1999年世界小轮车锦标赛在瓦莱特举办。

## 地理

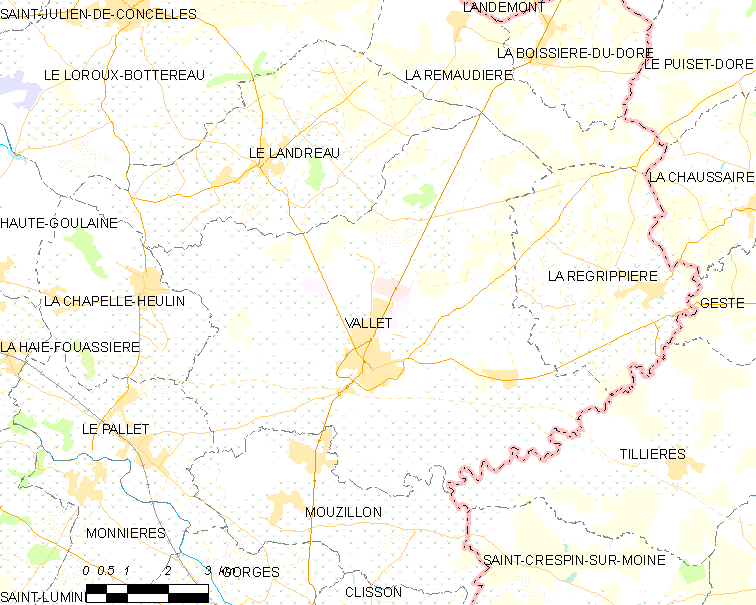
瓦莱特市镇范围地图

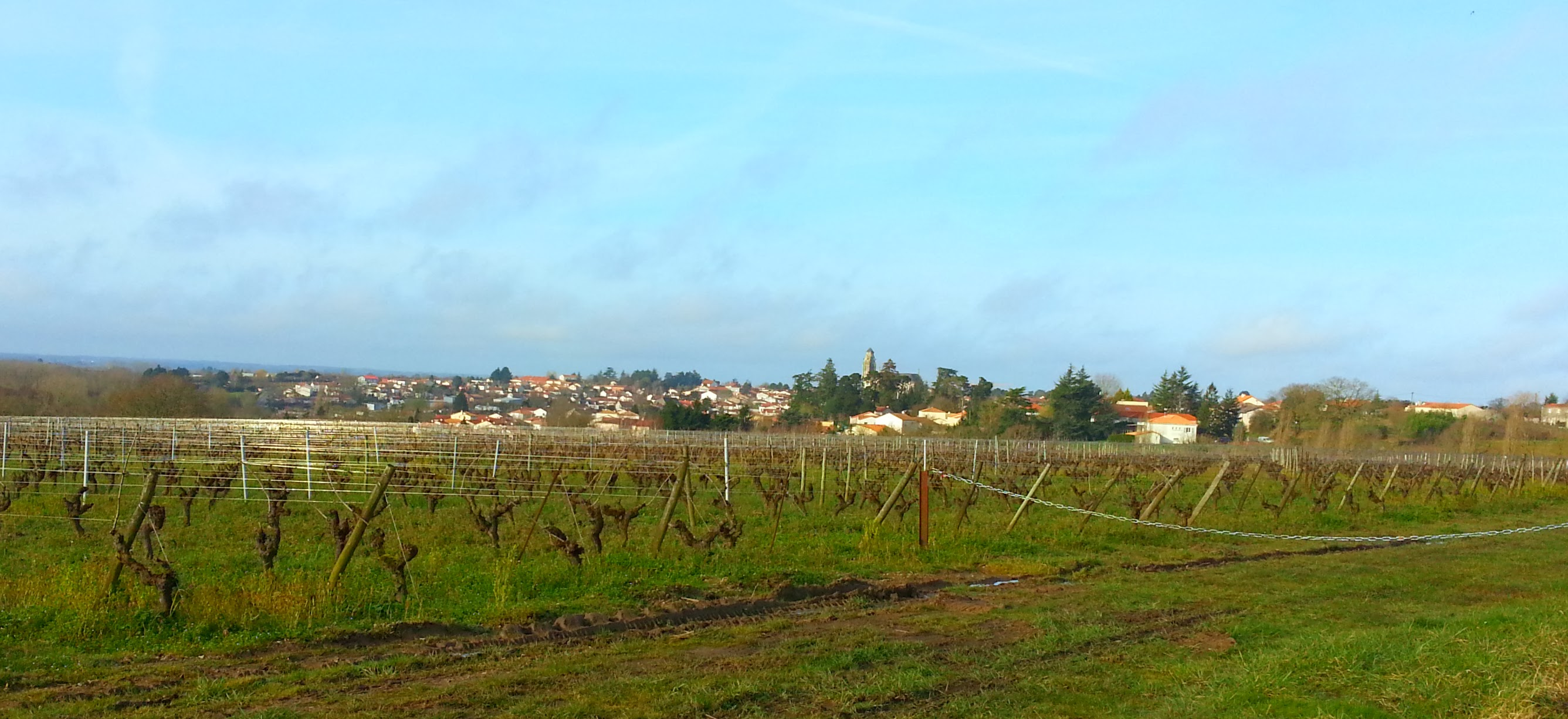
瓦莱特周边的葡萄酒种植园

瓦莱特位于法国西部，卢瓦尔河地区大区中南部和大西洋卢瓦尔省东南部，距离省会南特大约28公里。与瓦莱特接壤的市镇包括：勒朗德罗、拉勒莫迪耶尔、拉勒格里皮耶尔、拉沙佩勒厄兰、勒帕莱、穆济永和塞夫勒穆瓦讷。

### 地形
瓦莱特位于南特地区东部，境内以浅丘和缓丘为主，市镇中心位于一处河谷右岸的台地地带，整体地势较为平坦，沿河部分地区略有起伏，全境海拔在6到98米之间。

### 水文
瓦莱特位于卢瓦尔河流域，波耶河（Le Poyet）发源于瓦莱特市区西侧，并一路向西流出市境；洛涅河（La Logne）自东向西南流经瓦莱特。

### 植被
瓦莱特属于温带阔叶混交林区，林地多分布于河流附近，市区南部的公共花园（Jardin Communautaire）是当地主要的城市绿地；瓦莱特亦是米斯卡代产区的组成部分，其境内多个区域被开辟为葡萄酒种植园。
在鲜花城市的评比中，瓦莱特被评为2星级鲜花城市。

### 气候
瓦莱特在柯本气候分类法中属于温带海洋性气候（Cfb）。
距离瓦莱特最近的常年气象站位于拉艾富阿西耶尔境内，以下为该气象站的数据（其中日照数据取自南特气象站）：
| 拉艾富阿西耶尔 1981年－2019年 | 拉艾富阿西耶尔 1981年－2019年 | 拉艾富阿西耶尔 1981年－2019年 | 拉艾富阿西耶尔 1981年－2019年 | 拉艾富阿西耶尔 1981年－2019年 | 拉艾富阿西耶尔 1981年－2019年 | 拉艾富阿西耶尔 1981年－2019年 | 拉艾富阿西耶尔 1981年－2019年 | 拉艾富阿西耶尔 1981年－2019年 | 拉艾富阿西耶尔 1981年－2019年 | 拉艾富阿西耶尔 1981年－2019年 | 拉艾富阿西耶尔 1981年－2019年 | 拉艾富阿西耶尔 1981年－2019年 | 拉艾富阿西耶尔 1981年－2019年 |
| 月份                          | 1月                           | 2月                           | 3月                           | 4月                           | 5月                           | 6月                           | 7月                           | 8月                           | 9月                           | 10月                          | 11月                          | 12月                          | 全年                          |
| ----------------------------- | ----------------------------- | ----------------------------- | ----------------------------- | ----------------------------- | ----------------------------- | ----------------------------- | ----------------------------- | ----------------------------- | ----------------------------- | ----------------------------- | ----------------------------- | ----------------------------- | ----------------------------- |
| 历史最高温 °C（°F）           | 18.5 (65.3)                   | 24 (75)                       | 26 (79)                       | 30.2 (86.4)                   | 33.6 (92.5)                   | 38 (100)                      | 39 (102)                      | 40 (104)                      | 36 (97)                       | 28.8 (83.8)                   | 22.9 (73.2)                   | 19 (66)                       | 40 (104)                      |
| 平均高温 °C（°F）             | 8.9 (48.0)                    | 10 (50)                       | 13.3 (55.9)                   | 16 (61)                       | 19.9 (67.8)                   | 23.5 (74.3)                   | 25.5 (77.9)                   | 25.6 (78.1)                   | 22.5 (72.5)                   | 17.7 (63.9)                   | 12.4 (54.3)                   | 9.2 (48.6)                    | 17 (63)                       |
| 日均气温 °C（°F）             | 5.9 (42.6)                    | 6.2 (43.2)                    | 8.8 (47.8)                    | 11 (52)                       | 14.7 (58.5)                   | 17.7 (63.9)                   | 19.6 (67.3)                   | 19.5 (67.1)                   | 16.7 (62.1)                   | 13.3 (55.9)                   | 8.8 (47.8)                    | 6.2 (43.2)                    | 12.4 (54.3)                   |
| 平均低温 °C（°F）             | 2.8 (37.0)                    | 2.5 (36.5)                    | 4.4 (39.9)                    | 6 (43)                        | 9.4 (48.9)                    | 12 (54)                       | 13.8 (56.8)                   | 13.5 (56.3)                   | 10.9 (51.6)                   | 8.8 (47.8)                    | 5.3 (41.5)                    | 3.2 (37.8)                    | 7.7 (45.9)                    |
| 历史最低温 °C（°F）           | −13.2 (8.2)                   | −14 (7)                       | −10.8 (12.6)                  | −4 (25)                       | −0.6 (30.9)                   | 1.5 (34.7)                    | 6 (43)                        | 4.6 (40.3)                    | 1.3 (34.3)                    | −4.6 (23.7)                   | −7.5 (18.5)                   | −12 (10)                      | −14 (7)                       |
| 平均降水量 mm（）             | 90.4 (3.56)                   | 70.5 (2.78)                   | 62 (2.4)                      | 64.9 (2.56)                   | 62.4 (2.46)                   | 45.4 (1.79)                   | 46.1 (1.81)                   | 46.5 (1.83)                   | 70.2 (2.76)                   | 95.3 (3.75)                   | 90.4 (3.56)                   | 99.2 (3.91)                   | 843.3 (33.20)                 |
| 月均日照時數                  | 73.2                          | 97.3                          | 141.3                         | 169.8                         | 189                           | 206.5                         | 213.7                         | 226.8                         | 193.8                         | 118.2                         | 85.8                          | 76.1                          | 1,791.5                       |
| 来源：infoclimat.fr           |                               |                               |                               |                               |                               |                               |                               |                               |                               |                               |                               |                               |                               |

## 行政区划
瓦莱特的市镇编号为44212，邮政编号为44330。
在行政管理方面，瓦莱特隶属于法国卢瓦尔河地区大区大西洋卢瓦尔省南特区；在地方选举方面，瓦莱特是瓦莱特县的中央投票站所在地，其市镇范围全境被划入大西洋卢瓦尔省第十选区；在社会管理方面，瓦莱特是塞夫勒-卢瓦尔市镇公共社区的办公驻地。
截至2024年6月，瓦莱特市镇范围内暂无任何城市敏感街区及城市政策优先街区。
法国国家统计与经济研究所（简称“INSEE”）在进行数据统计时，将瓦莱特市镇单独设为瓦莱特城市核心区，并将包括核心区在内的周边共108个市镇划为南特城市区。自2020年起，南特城市区被包含116个市镇的南特城市辐射区代替。此外，INSEE还将瓦莱特市镇分为了三个“块区”（IRIS），以便于统计人口分布情况。

## 交通

### 公路
法国国道N249线和大西洋卢瓦尔省省道D54线、D149线、D254线、D763线在瓦莱特境内交汇。卢瓦尔河地区大区公共交通（商业名称为“Aleop”）下属的城际客运331线经停瓦莱特，可通往南特以及沿途各地。
| 20 | 31 |

| 南特 | 28 |

| 绍莱 | 35 |

| 昂斯尼 | 26 |

2020年，88.9%的瓦莱特家庭拥有至少一辆私人汽车。2021年，瓦莱特境内共发生各类交通事故4起，造成1人遇难，4人受伤，其中3人重伤。

### 铁路
连接瓦莱特的勒帕莱—瓦莱特铁路已于1959年废弃。
距离瓦莱特最近的运营中的客运铁路车站为7公里外的勒帕莱站，该站停靠南特—克利松有轨电车。

### 航空
瓦莱特距离南特机场的公路里程大约30公里。

### 城市公共交通
截至2024年6月，瓦莱特暂无城市公共交通系统。

## 政治

### 市政内阁

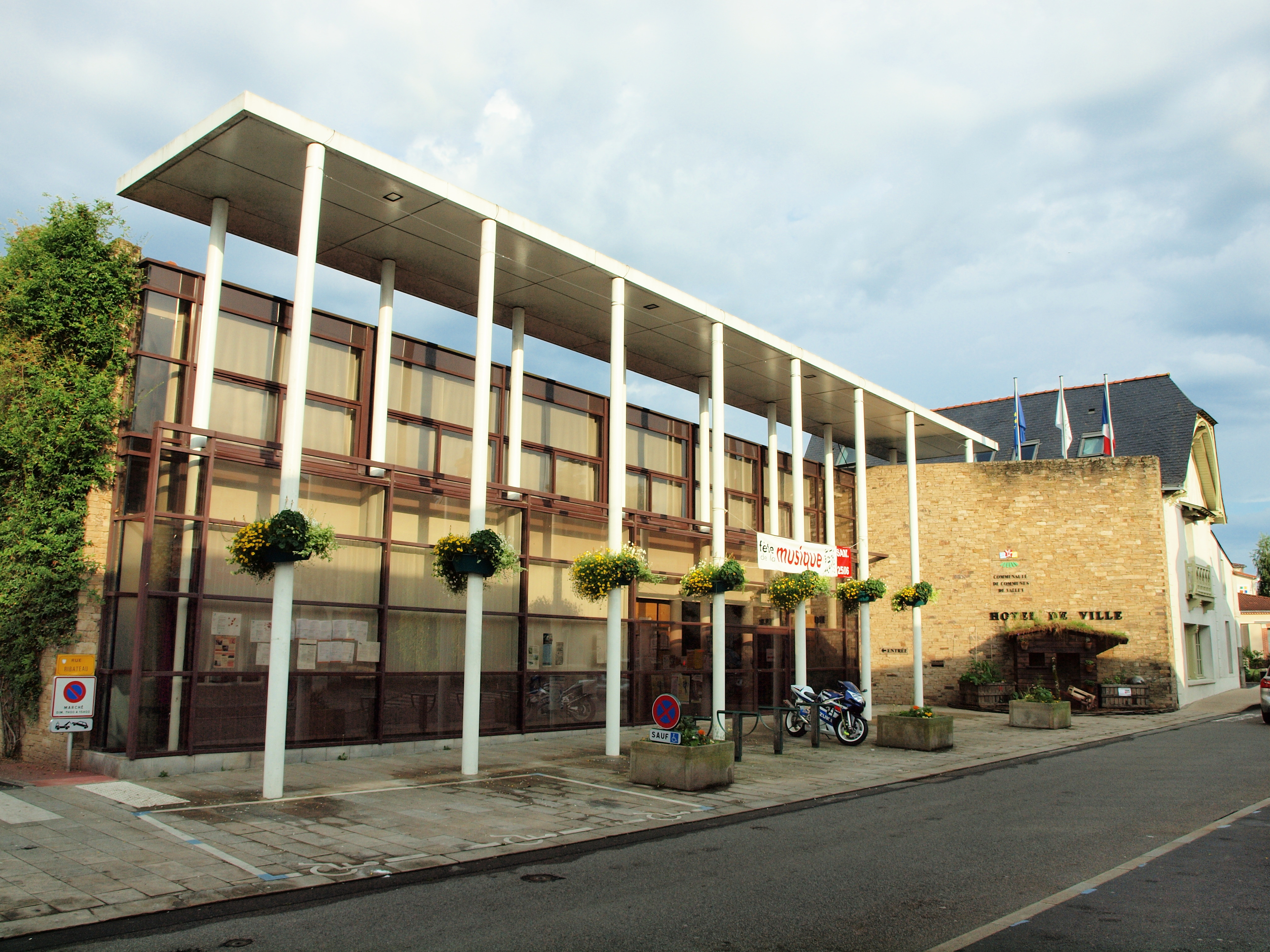
瓦莱特市政厅

瓦莱特的现任市长为热罗姆·马尔谢先生（Jérôme MARCHAIS），他是一名中间派，在2020年的市政选举中获得了64.23%的支持率。
| 瓦莱特历届市长 | 瓦莱特历届市长                 | 瓦莱特历届市长                   |
| 任期           | 市长                           | 党派                             |
| -------------- | ------------------------------ | -------------------------------- |
| 1944年－1959年 | Pierre HUET 皮埃尔·于埃        | 不详                             |
| 1959年－1971年 | Louis BEAUQUIN 路易·博坎       | 不详                             |
| 1971年－1983年 | André BARRÉ 安德烈·巴雷        | DVD右翼无党派人士                |
| 1983年－1995年 | Antoine GUILBAUD 安托万·吉博   | DVD右翼无党派人士                |
| 1995年－2008年 | Paul DALON 保罗·达隆           | UDF法国民主联盟 →UMP人民运动联盟 |
| 2008年－2014年 | Nicole LACOSTE 尼科尔·拉科斯特 | DVG左翼无党派人士                |
| 2014年－       | Jérôme MARCHAIS 热罗姆·马尔谢  | UMP人民运动联盟 →DVC混杂中间派   |

### 各级选举
| 瓦莱特历届投票选举结果 | 瓦莱特历届投票选举结果 | 瓦莱特历届投票选举结果 | 瓦莱特历届投票选举结果 | 瓦莱特历届投票选举结果         | 瓦莱特历届投票选举结果 | 瓦莱特历届投票选举结果 | 瓦莱特历届投票选举结果         | 瓦莱特历届投票选举结果 | 瓦莱特历届投票选举结果 |
| 选举项目               | 选举范围               | 选区单位               | 选区单位内的选举结果   | 选区单位内的选举结果           | 选区单位内的选举结果   | 选区单位内的选举结果   | 选区单位内的选举结果           | 选区单位内的选举结果   | 参考资料               |
| 选举项目               | 选举范围               | 选区单位               | 第一轮胜出者           | 第一轮胜出者                   | 支持率                 | 第二轮胜出者           | 第二轮胜出者                   | 支持率                 | 参考资料               |
| ---------------------- | ---------------------- | ---------------------- | ---------------------- | ------------------------------ | ---------------------- | ---------------------- | ------------------------------ | ---------------------- | ---------------------- |
| 2017年法國總統選舉     | 法國                   | 市镇                   |                        | 埃马纽埃尔·马克龙              | 26.16%                 |                        | 埃马纽埃尔·马克龙              | 75.73%                 | [ 28 ]                 |
| 2017年法国立法选举     | 大西洋卢瓦尔省第十选区 | 市镇                   |                        | 索菲·埃朗特                    | 39.12%                 |                        | 索菲·埃朗特                    | 53.78%                 | [ 28 ]                 |
| 2019年欧洲议会选举     | 法國                   | 市镇                   |                        | 纳塔莉·卢瓦索                  | 25.79%                 | （不适用）             | （不适用）                     | （不适用）             | [ 30 ]                 |
| 2021年法国省级选举     | 大西洋卢瓦尔省         | 县                     |                        | 夏洛特·吕基奥 让-皮埃尔·马尔谢 | 45.7%                  |                        | 夏洛特·吕基奥 让-皮埃尔·马尔谢 | 53.18%                 | [ 31 ]                 |
| 2021年法国省级选举     | 大西洋卢瓦尔省         | 市镇                   |                        | 夏洛特·吕基奥 让-皮埃尔·马尔谢 | 57.73%                 |                        | 夏洛特·吕基奥 让-皮埃尔·马尔谢 | 64.14%                 | [ 31 ]                 |
| 2021年法国大区选举     |                        | 市镇                   |                        | 克里斯泰尔·莫朗赛              | 40.01%                 |                        | 克里斯泰尔·莫朗赛              | 50.52%                 | [ 32 ]                 |
| 2022年法国总统选举     | 法國                   | 市镇                   |                        | 埃马纽埃尔·马克龙              | 36.17%                 |                        | 埃马纽埃尔·马克龙              | 69.6%                  | [ 28 ]                 |
| 2022年法国立法选举     | 大西洋卢瓦尔省第十选区 | 市镇                   |                        | 夏洛特·吕基奥                  | 29.67%                 |                        | 索菲·埃朗特                    | 56.68%                 | [ 28 ]                 |
| 2024年欧洲议会选举     | 法國                   | 市镇                   |                        | 若尔丹·巴尔代拉                | 25.1%                  | （不适用）             | （不适用）                     | （不适用）             | [ 28 ]                 |

## 人口
2021年，瓦莱特市镇人口数量为9,468，在法国排名第1,099位。其中男性4,627人，女性4,785人，75岁及以上人口占5.7%，外籍人口数量为138人，人口密度为161人/平方公里，当地居民被称为（男性）或（女性）。2022年，瓦莱特境内出生96人，死亡人口69人。
| 瓦莱特1901年－2021年人口变化情况 |
|                                  |
| 数据来源：Cassini、INSEE         |

## 经济
瓦莱特是一个区域性的中心城市。截至2024年6月，瓦莱特市镇范围内共有各类用人单位（包含自雇）1,543家，平均历史为18年，其中99.18%为中小型企业（PME），2024年4月至6月间，当地的经济活力指数为0。（暖通设备安装）、（建筑）及（房梁）是当地2022年营业额最高的三个企业，分别为19,067,852欧元、9,899,543欧元和2,859,548欧元。

## 财政与居民收入
2022年，瓦莱特的财政收入总额为8,883,330欧元，财政支出总额为7,465,920欧元，当年的债务总额为2,290,080欧元。2022年，瓦莱特市镇通过增值税获得193,860欧元的收入，此外当地还共获得了452,020欧元的国家直接财政补助。
| 瓦莱特居民收入情况                               | 瓦莱特居民收入情况 | 瓦莱特居民收入情况    | 瓦莱特居民收入情况 |
| 内容                                             | 瓦莱特             | 法国                  | 统计年份           |
| ------------------------------------------------ | ------------------ | --------------------- | ------------------ |
| 征税家庭总数                                     | 3,872              | 1,081（法国市镇平均） | 2022年             |
| 居民平均月收入                                   | 2,320欧元          | 2,435欧元             | 2022年             |
| 高级职员人均月收入                               | 3,815欧元          | 4,331欧元             | 2021年             |
| 中级职员人均月收入                               | 2,330欧元          | 2,470欧元             | 2021年             |
| 普通职员人均月收入                               | 1,823欧元          | 1,801欧元             | 2021年             |
| 贫困率                                           | 7%                 | 14.5%                 | 2020年             |
| 青壮年（15至64岁）失业率                         | 5.8%               | 7.4%                  | 2020年             |
| 征税家庭数量占比                                 | 45.8%              | 45.5%                 | 2020年             |
| 家庭年均纳税                                     | 2,528欧元          | 4,393欧元             | 2022年             |
| 资料来源：INSEE、L'Internaute、Le Journal du Net |                    |                       |                    |

## 社会事务

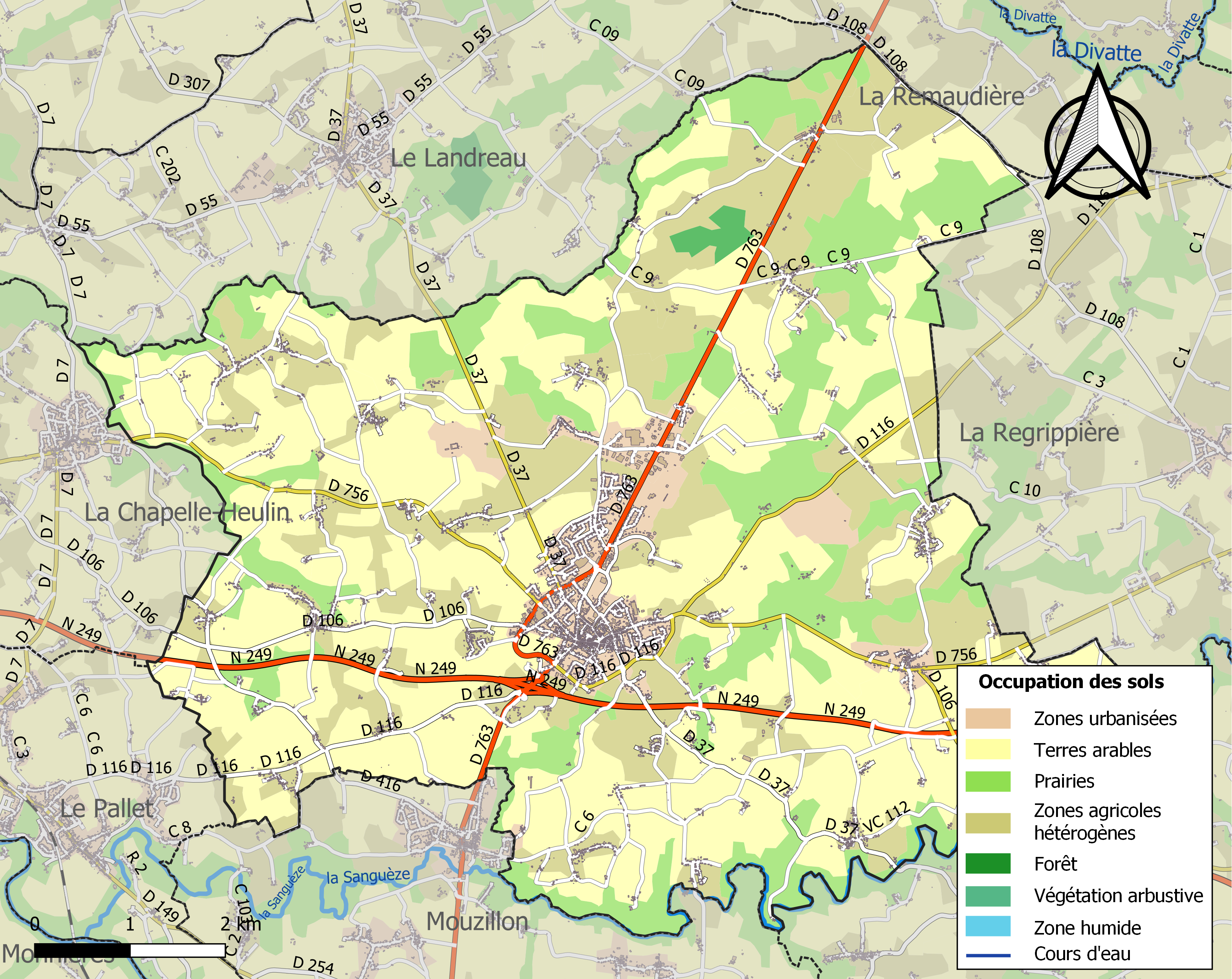
瓦莱特土地利用情况地图

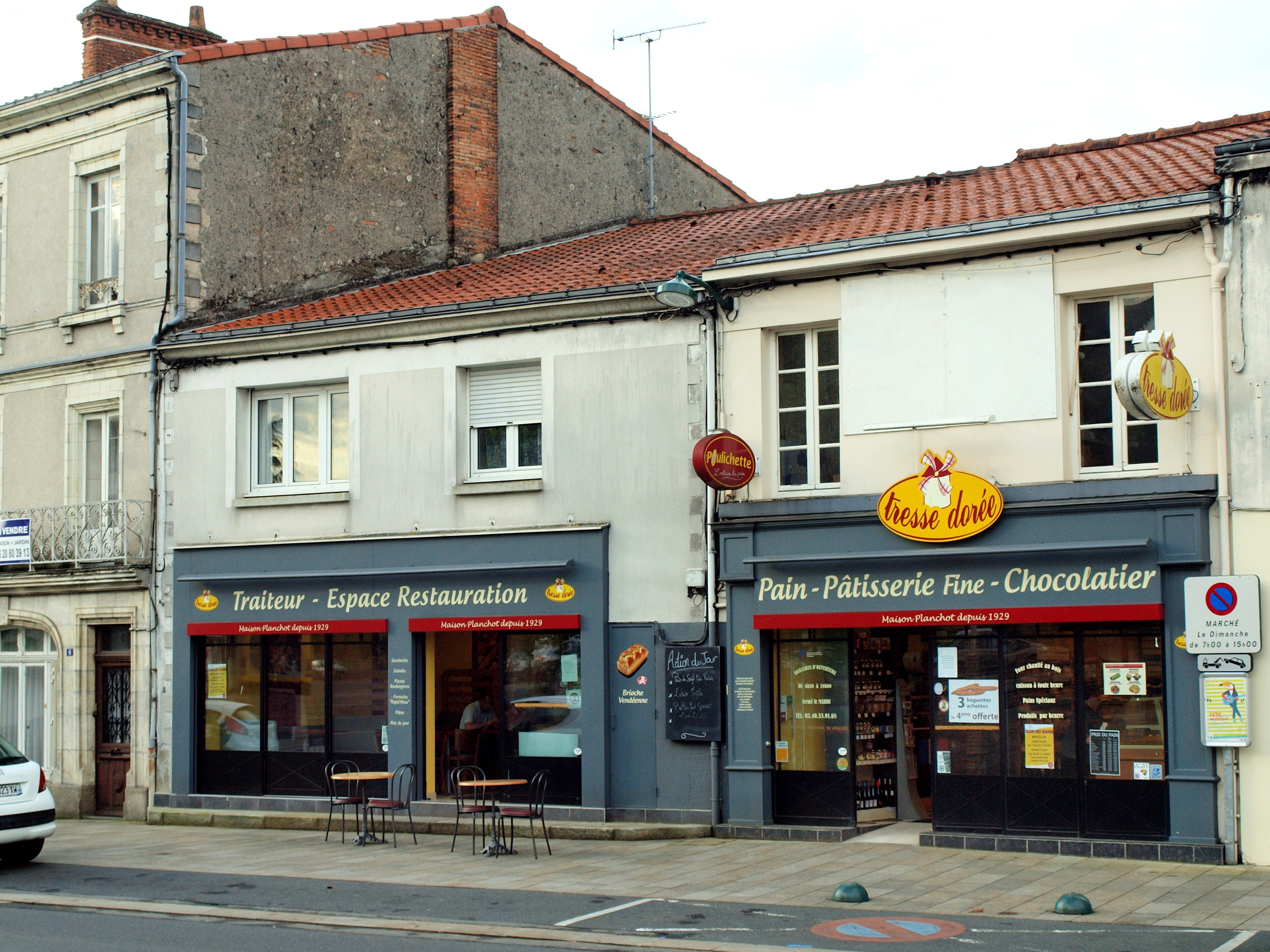
镇中心的面包房

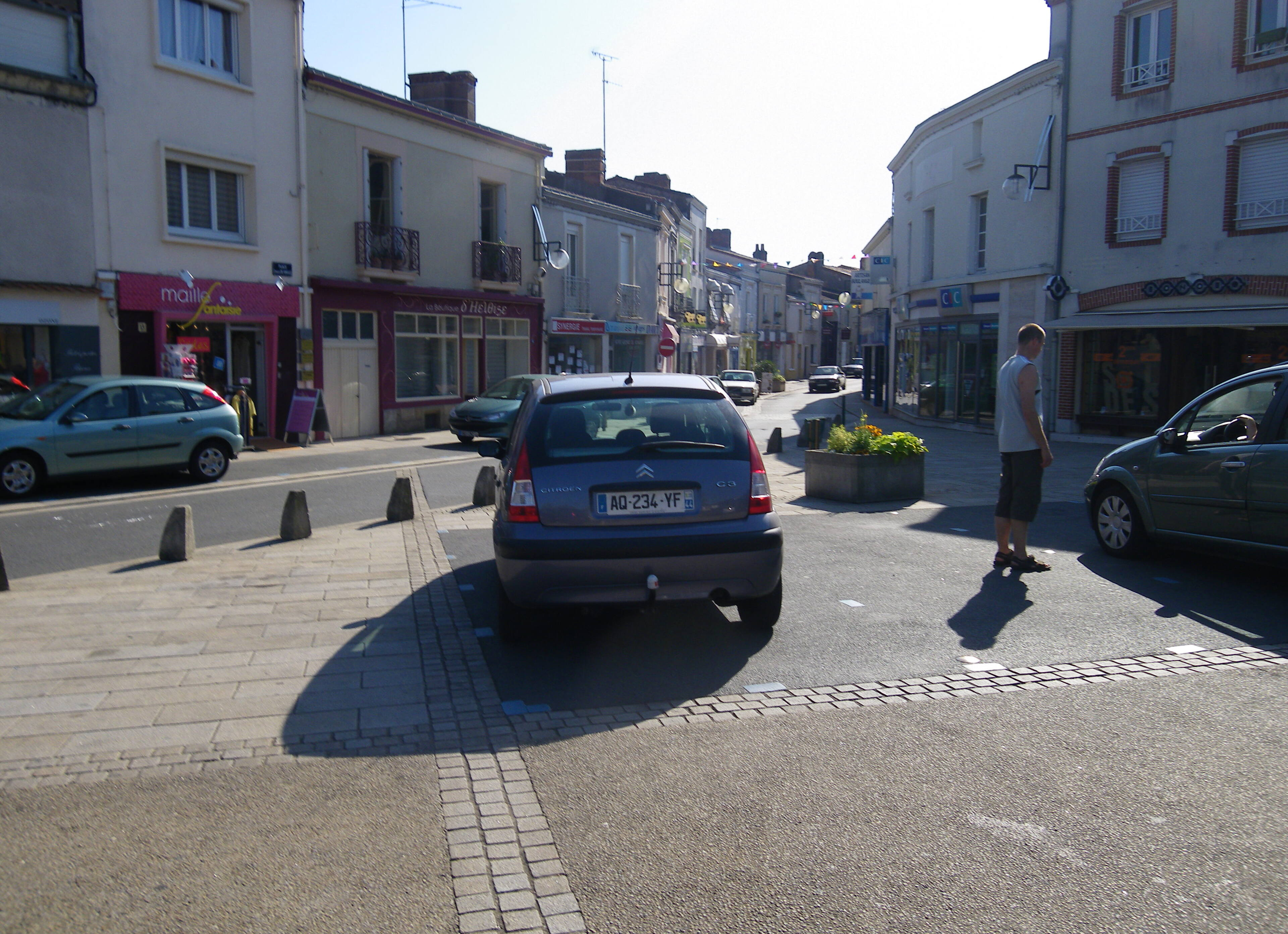
福尔日街广场

### 教育
瓦莱特属于南特学区。截至2021年1月1日，瓦莱特境内共有1所幼儿园、2所小学和2所初级中学。2022至2023学年度，瓦莱特境内共有在校中等教育阶段学生1,271名。

### 医疗
截至2021年1月1日，瓦莱特境内共有全科医生13名、保健师9名、牙医6名、护士8名、眼科医生5名和助产士3名。境内共有药房3家、养老院1家、残疾人帮扶中心3家。
距离瓦莱特最近的区域性医疗机构为南特大学中心医院，后者也是法国的一个大学教学医院，其主病区圣雅克医院（Hôpital Saint-Jacques）位于南特市区南部，距离瓦莱特市区的正常车程大约23分钟，该院设有床位970个，是大西洋卢瓦尔省境内规模最大的公立综合性医院。

### 住房
2020年，瓦莱特境内共有各类住房4,098套，其中87.5%为独立式住宅，11.7%为集中式住宅。常住房屋占瓦莱特市镇范围内居民建筑总量的94.4%。
在住房保障政策方面，2022年，瓦莱特境内共有418户家庭获得了住房经济补助，受益人数占总人口数量的4.4%，其中395份为房租补助。

### 商业
2021年，瓦莱特境内共有各类实体商铺213家，其中餐厅17家、大型超市4家、面包房4家、肉铺2家、书店2家、装饰品店2家、银行门店6家、美容美发店13家、汽车维修店14家。瓦莱特镇中心建有一家家乐福便民超市，市区北部建有Hyper U和Bricomarché超市，市区南部还有一家Lidl超市。

### 体育
2021年，瓦莱特境内共有2家游泳池、3间体育馆、2座综合体育场、2处网球场、2处马术场、1处足球或橄榄球场以及1处篮球或排球场。
截至2024年6月，瓦莱特境内共有两家注册足球俱乐部。瓦莱特前进体育俱乐部（Entente Sportive Valletaise，编号502518）是当地的代表性足球队，其主队2024至2025赛季参加大西洋卢瓦尔省足球联赛乙组（法国第十级别），其主场为莱多里斯球场（Stade Les Dorices）。

### 环境
瓦莱特的环境事务由其所属的塞夫勒-卢瓦尔市镇公共社区联合各级政府协调负责。2021年，瓦莱特境内共有4家污染企业。

### 治安
2021年，瓦莱特市镇范围内共有1处宪兵队。
瓦莱特及其附近的共51个市镇是勒泽国家宪兵队（zone gendarmerie de Rezé）的管辖范围。2020年，该宪兵队累计记录各类案件10,215起，其中盗窃类案件6,707起，经济类案件1,185起，毒品交易类案件271起。

## 文化

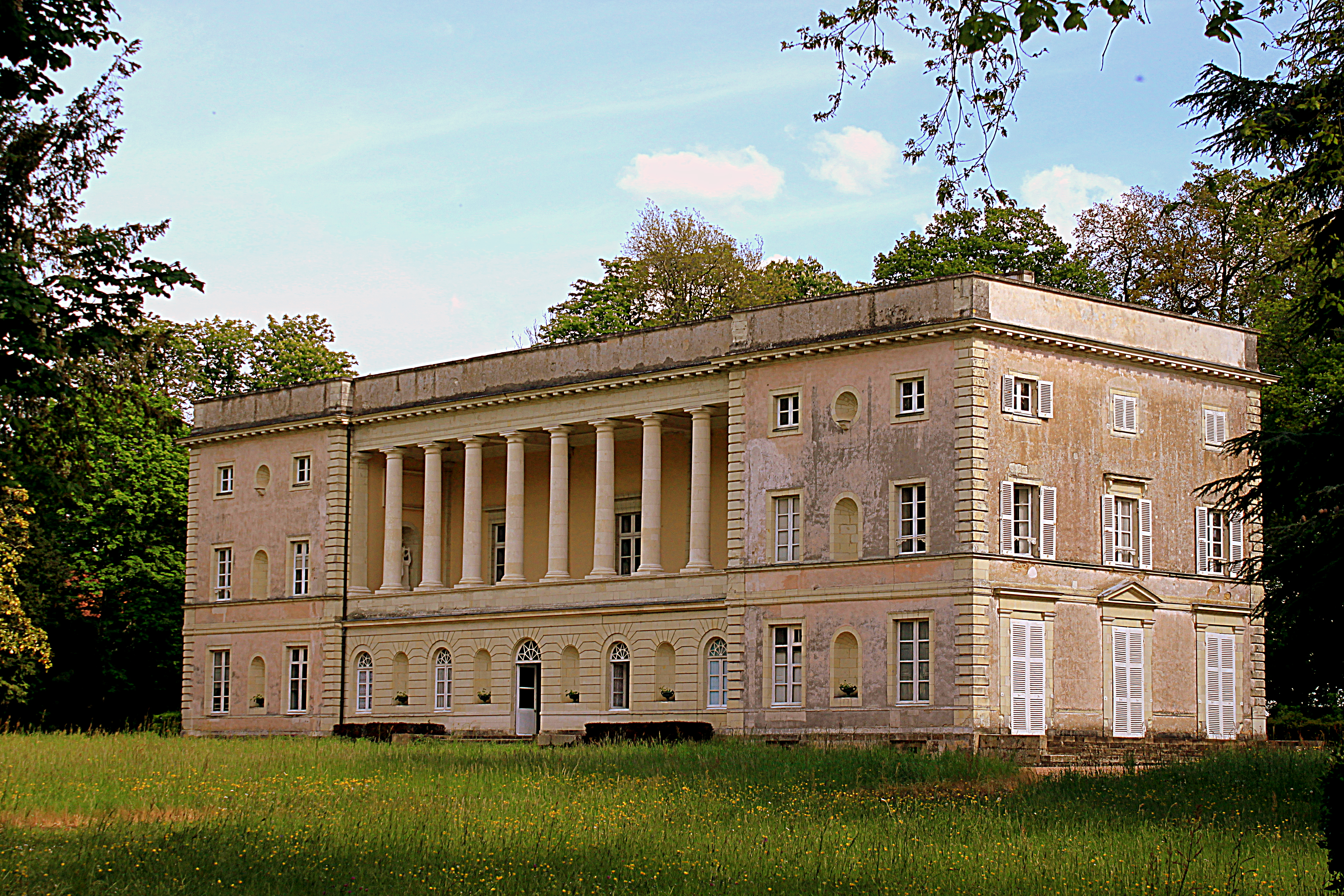
诺埃贝莱尔城堡

2021年，瓦莱特境内共有1家剧场和1家电影院。瓦莱特境内建有多媒体中心（Médiathèque），每周二、三、五、六向公众开放。

### 建筑
瓦莱特境内有多处历史建筑，其中诺埃贝莱尔城堡为法国国家文物保护单位，镇中心的圣母教堂是当地的地标性建筑物。

### 旅游
瓦莱特的旅游事务由其所属的塞夫勒-卢瓦尔市镇公共社区联合各级政府协调负责。2023年，瓦莱特境内共有2家酒店共计35间房间。

### 媒体
法国主要的媒体均可在瓦莱特接收，法国电视三台下属的卢瓦尔河地区大区频道在部分时段播出瓦莱特所在大西洋卢瓦尔省的地方新闻。《大洋报》（隶属于《法国西部报》）、蓝色法兰西卢瓦尔大洋广播、云雀广播、南特电视台等是当地主要的地方性媒体。

## 相关人物
法国历史学家埃米尔·加博里出生于瓦莱特；法国导演德尼·德拉帕泰利埃逝世后被安葬于瓦莱特。

## 友好城市
截至2024年6月，瓦莱特共与三座城市建立了友好城市关系：
- 英格兰 奧爾斯特
- 西班牙 圣阿森西奥
- 葡萄牙 Santo Amaro